# San Martín de Valvení
San Martín de Valvení è un comune spagnolo di 101 abitanti situato nella comunità autonoma di Castiglia e León.